# Presidente Prudente
Presidente Prudente es un municipio brasileño en el interior del estado de São Paulo. Se ubica al oeste de São Paulo, capital del estado, estando a una distancia aproximada de 587 kilómetros. En 2010, su población era de 282.893 habitantes, siendo el 36.º municipio más poblado del Estado.

## Toponimia
Su nombre hace referencia al expresidente brasileño Prudente de Morais (1841-1902), quien fue un abogado y político brasileño, convirtiéndose en el primer gobernador de São Paulo en la República (1889-1890).

## Clima
El clima de Presidente Prudente puede ser clasificado como clima tropical de sabana (Aw), de acuerdo con la clasificación climática de Köppen.

## Comunicaciones
Hay doce canales en la banda de Muy Alta Frecuencia (VHF) - canales 2 a 13 - y 69 en la banda de Ultra Alta Frecuencia (UHF) - canales 14 a 83. También hay canales de microondas (SHF) y de satélite, que tienen una frecuencia mucho mejor y requieren receptores especiales. Estos receptores normalmente entregan la señal al televisor en un canal VHF.
También hay un diario en Presidente Prudente, "O Imparcial". En línea, la ciudad cuenta con los portales G1 - Presidente Prudente, siendo Diário de Prudente y Portal Prudentino los más visitados. También hay nueve estaciones de radio en la ciudad, siendo las principales "101 FM" y "98 FM".